# Safe Trip Home
Safe Trip Home é o terceiro álbum de estúdio da cantora inglesa Dido, lançado em 2008. O álbum vendeu mais de 5 milhões de cópias pelo mundo.

## Singles
Apenas três singles digitais foram lançados do álbum. A 22 de agosto de 2008, o dia em que o título do álbum foi anunciado, a faixa "Look No Further" foi lançada como o primeiro download digital através de seu site oficial. Dois outros singles digitais, "Quiet Times" e "It Comes & It Goes", foram lançados em fevereiro e abril de 2009, respectivamente. O único single oficial de Safe Trip Home, "Don't Believe in Love", foi lançado a 27 de outubro de 2008. Também foi disponibilizado no iTunes internacionalmente no dia 29 de outubro.

## Faixas
1. "Don't Believe in Love" – 3:52
2. "Quiet Times" – 3:16
3. "Never Want To Say It's Love" – 3:35
4. "Grafton Street" – 5:57
5. "It Comes and It Goes" – 3:27
6. "Look No Further" – 3:13
7. "Us 2 Little Gods" – 4:48
8. "The Day Before The Day" – 4:13
9. "Let's Do The Things We Normally Do" – 4:09
10. "Burnin' Love" – 4:11
11. "Northern Skies" – 8:55